# Monte Cinto (Colli Euganei)
Il Monte Cinto (282 m), situato nel comune di Cinto Euganeo (Padova), è una piccola elevazione posta nella sezione sud dei Colli Euganei.
Il colle è famosa per i ritrovamenti fossili scoperti nella Cava Bomba e per il Museo Geopaleontologico adibito all'interno di un'ex fornace. Il sentiero escursionistico n.11 porta fino alla cima del Monte Cinto e permette di visitare alcuni dei luoghi più conosciuti dei Colli Euganei, come il Buso dei Briganti.

## La Cava Bomba
Cava Bomba è un'area del Monte Cinto che fu sfruttata per l'estrazione di roccia calcarea. Il nome deriva da una vicina sorgente di acqua recuperata con una pompa per l'attività della fornace.
La riqualificazione della cava fu avviata già nella seconda metà degli anni Settanta, impiantando specie vegetali adatte a sopravvivere in questo clima e nel terreno calcareo. Dal 1993 LIPU e la Provincia di Padova hanno avviato il "Progetto Gheppio", introducendo questo rapace nel territorio. Furono messi in campo studi e attività di conservazione dell'avifauna di questo territorio, oltre all'installazione di casette e mangiatoie per tutelare le diverse specie di uccelli che hanno iniziato a ripopolare quest'area.
In prossimità dell'inizio del sentiero 11 si trova un ex impianto per la produzione della calce, testimonianza dell'attività produttiva diffusa nel territorio dei Colli Euganei. Dalla roccia calcarea estratta dalla cava, una volta cotta a 900° per più di una settimana, si otteneva come prodotto finale la calce viva. Il complesso è composto da due fornaci in pietra, la più antica a forma cilindrica costruita nel 1888 e la seconda rettangolare costruita agli inizi del Novecento. Com'è possibile osservare, entrambi i forni sono rivestiti da una gabbia metallica che favoriva il contenimento e la resistenza della struttura sottoposta alle alte temperature necessarie per la cottura.
L'intero complesso delle fornaci, dopo i lavori di restauro, è ora adibito a museo geopaleontologico. Nel 1974, anno in cui finì l'attività di produzione della calce, in una collinetta di argillite al centro della cava furono scoperti pesci fossili risalenti al cretaceo superiore, circa 92 milioni di anni fa. All'interno del museo, oltre ai reperti raccolti dalla cava e a una collezione di minerali provenienti da tutto il mondo, è allestito un percorso didattico che ripercorre i fenomeni geologici avvenuti nei Colli Euganei. Un'area del museo è dedicata alla collezione "Da Rio", una raccolta di rocce e minerali del naturalista e letterato padovano Niccolò Da Rio. È possibile inoltre conoscere le varie fasi di produzione della fornace e vedere gli strumenti che venivano utilizzati nella cava.
All'esterno del museo, nella vecchia cava, è stato allestito un parco con campioni di roccia e riproduzioni di dinosauri ad altezza naturale. Da qui è possibile inoltre vedere le fornaci dall'alto e il sistema di carrelli utilizzati per il trasporto del materiale durante l'attività della fabbrica. I forni erano infatti direttamente collegati alla cava tramite delle passerelle che facilitavano il trasporto della roccia.

## La Cava di Riolite
Proseguendo lungo il sentiero che porta verso la cima del Monte Cinto si giunge all'ingresso di una vecchia cava di riolite colonnare, ora dismessa. Questa cava è una delle più antiche del territorio è fu usata già nell'Ottocento per l'estrazione di pietre vulcaniche, in particolare trachite e riolite.

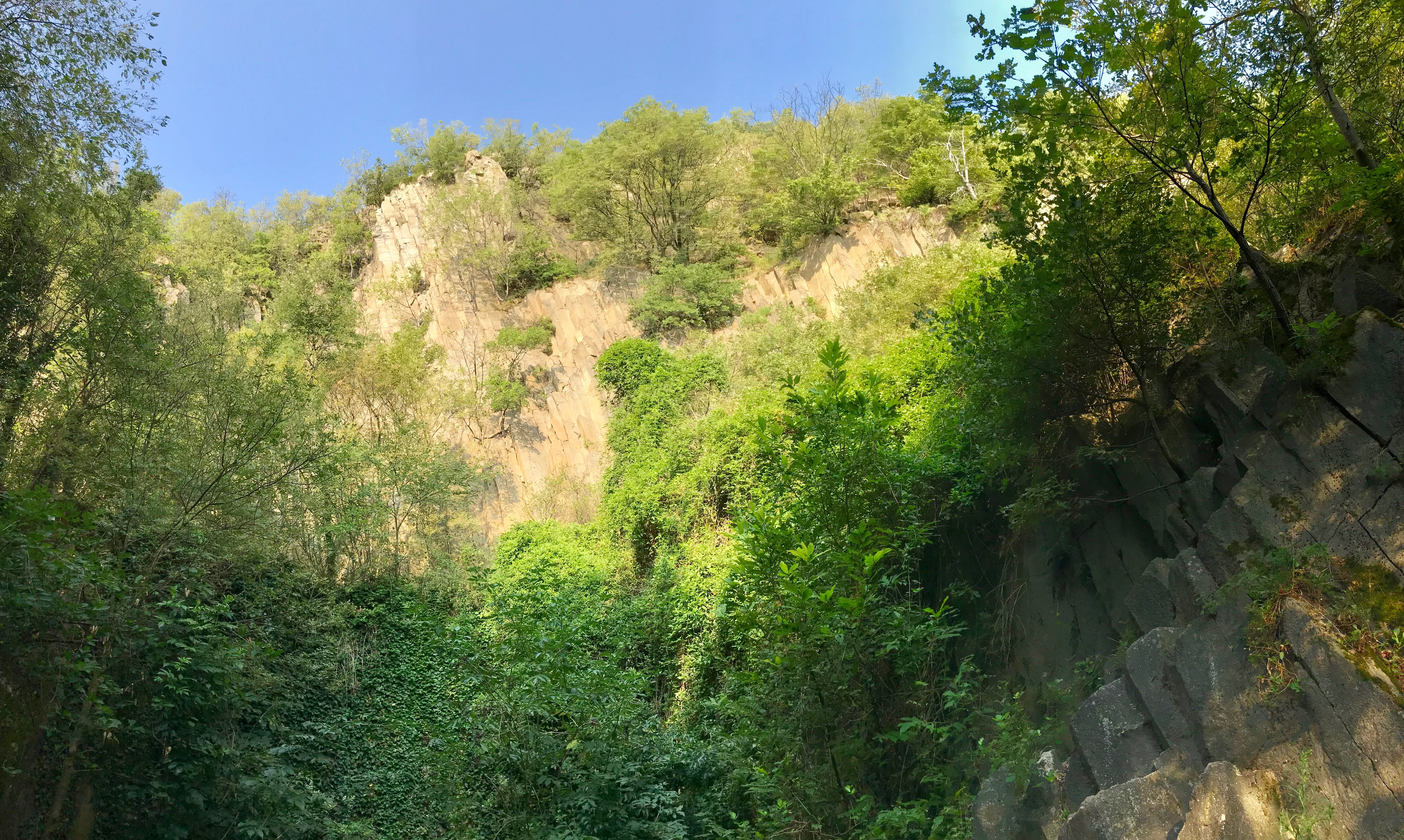
Cava di riolite colonnare nel Monte Cinto

Questa cava è di particolare interesse perché è ben visibile il fenomeno della fessurazione colonnare. Qui infatti si può notare come la roccia si sia strutturata in prismi regolari alti tra i 40 e i 50 metri. In questo luogo la colata lavica si è raffreddata velocemente e uniformemente nelle diverse direzioni dopo la sua fuoriuscita. Nella fase di raffreddamento la massa lavica si è contratta e successivamente fratturata lungo linee perpendicolari alla base. La forza di gravità che ha agito sulla lava in via di raffreddamento ha portato inoltre al ripiegamento di alcune colonne, come è possibile notare da alcuni prismi curvati ad uncino in cima alla cava.

## Il Buso dei briganti

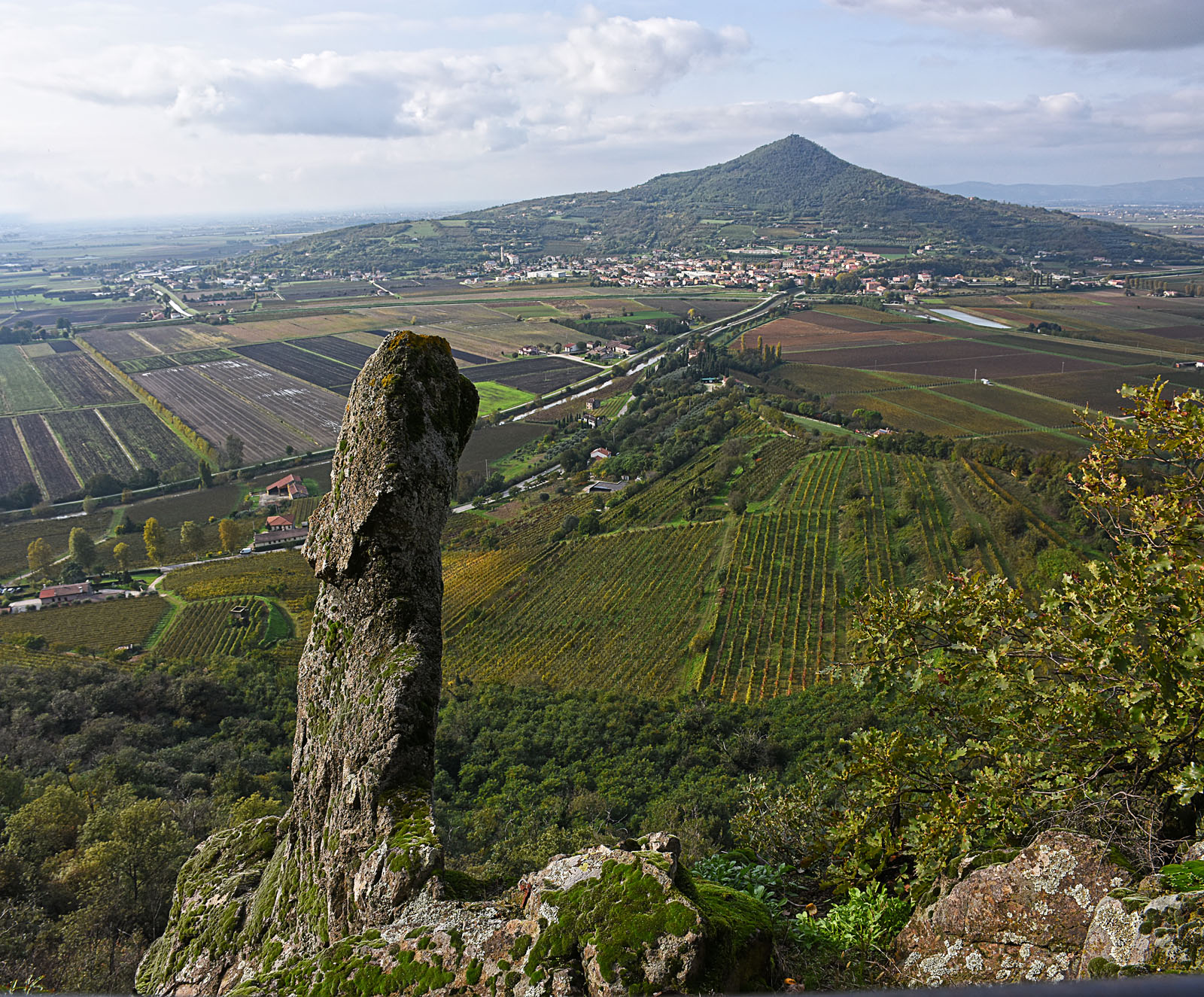
Panorama da Busso dei Briganti

Nei pressi della cima del Monte Cinto si trova una roccia di trachite dalla forma particolare, denominata Buso dei briganti. Il luogo prende nome dal fenomeno del brigantaggio, particolarmente diffuso in questi territori intorno alla metà dell'Ottocento. Secondo una leggenda questa posizione costituiva un rifugio ottimale per le bande di briganti, oltre a poter godere di un'ottima visuale sul territorio circostante per le loro attività criminali. Queste zone furono luogo di rifugio per i briganti in particolare dopo le forti repressioni del governatore Josef Radetzky nel 1849.
"Buso" deriva dal dialetto veneto e indica la parola buco. La conformazione del Buso dei briganti ricorda infatti un foro nella roccia, quasi una porta.

## Il Castello del Monte Cinto
In cima al Monte Cinto è possibile visitare le rovine di un antico castello e delle sue mura difensive. Le prime testimonianze daterebbero la costruzione della fortificazione già attorno al 1000 d.C. Lungo i secoli questa postazione fu occupata dai diversi signori del territorio. A partire dalla famiglia De Lendinara che ne fu proprietaria tra il XII e XIII secolo, il castello passò prima a Ezzelino da Romano, poi al Comune di Padova e infine ai Carraresi nel XIV secolo. Il luogo perse quindi il suo valore strategico per molto tempo e fu riutilizzato con funzioni militari solamente nella seconda guerra mondiale. Qui l'organizzazione Todt tedesca costruì alcune trincee ancora oggi parzialmente visibili.

## Galleria d'immagini

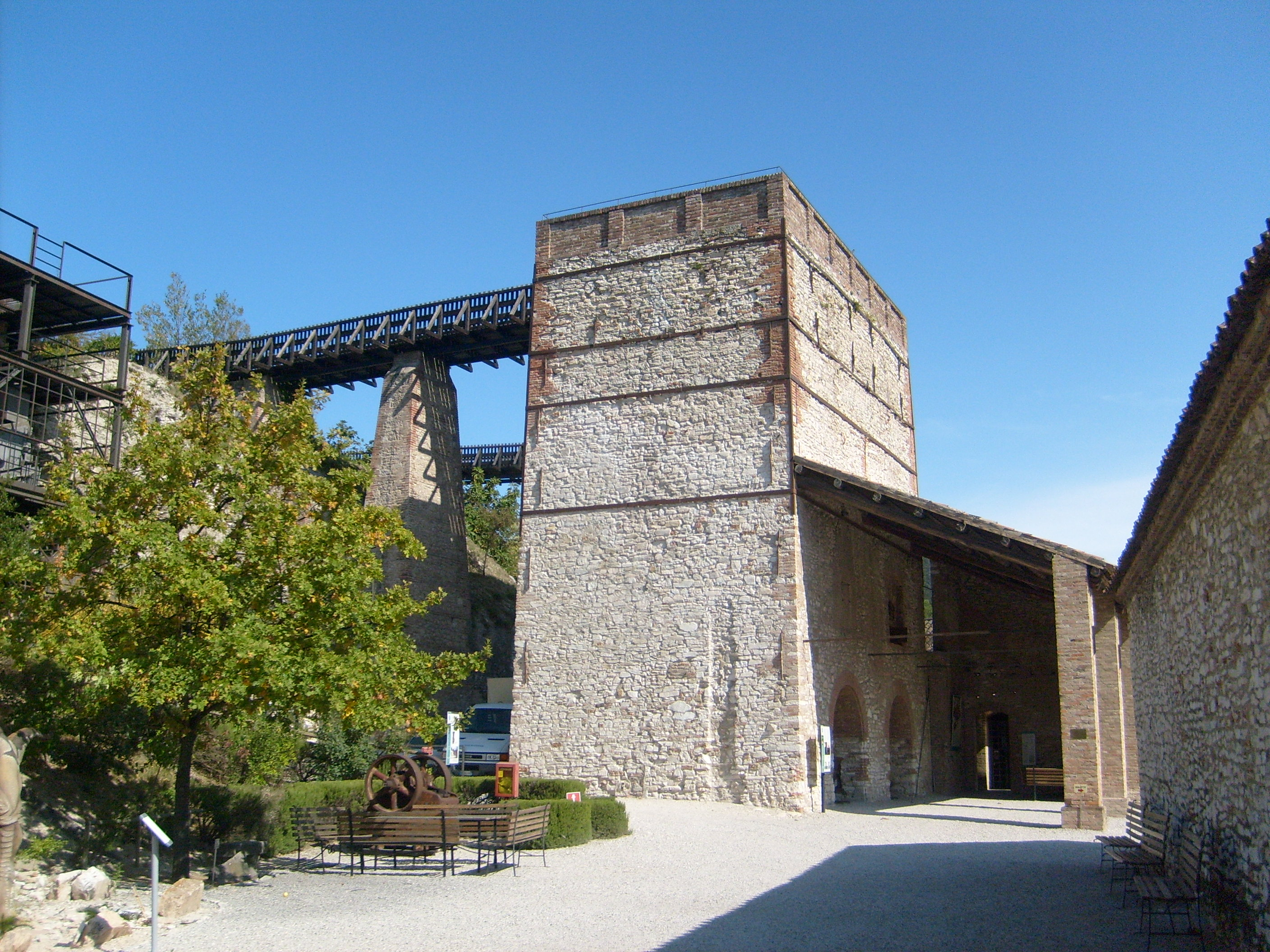
Vista d'insieme del Museo
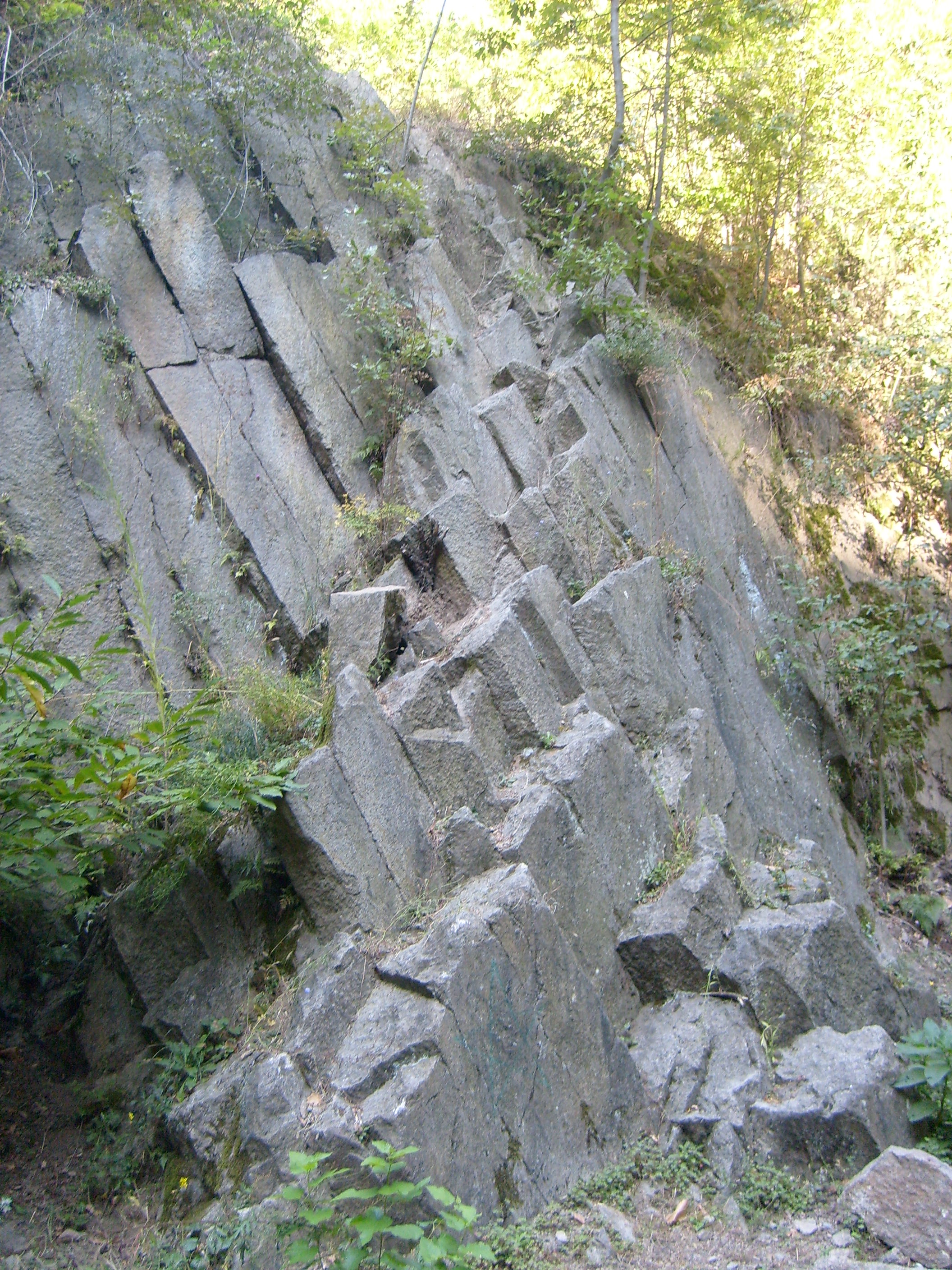
Cava di Riolite
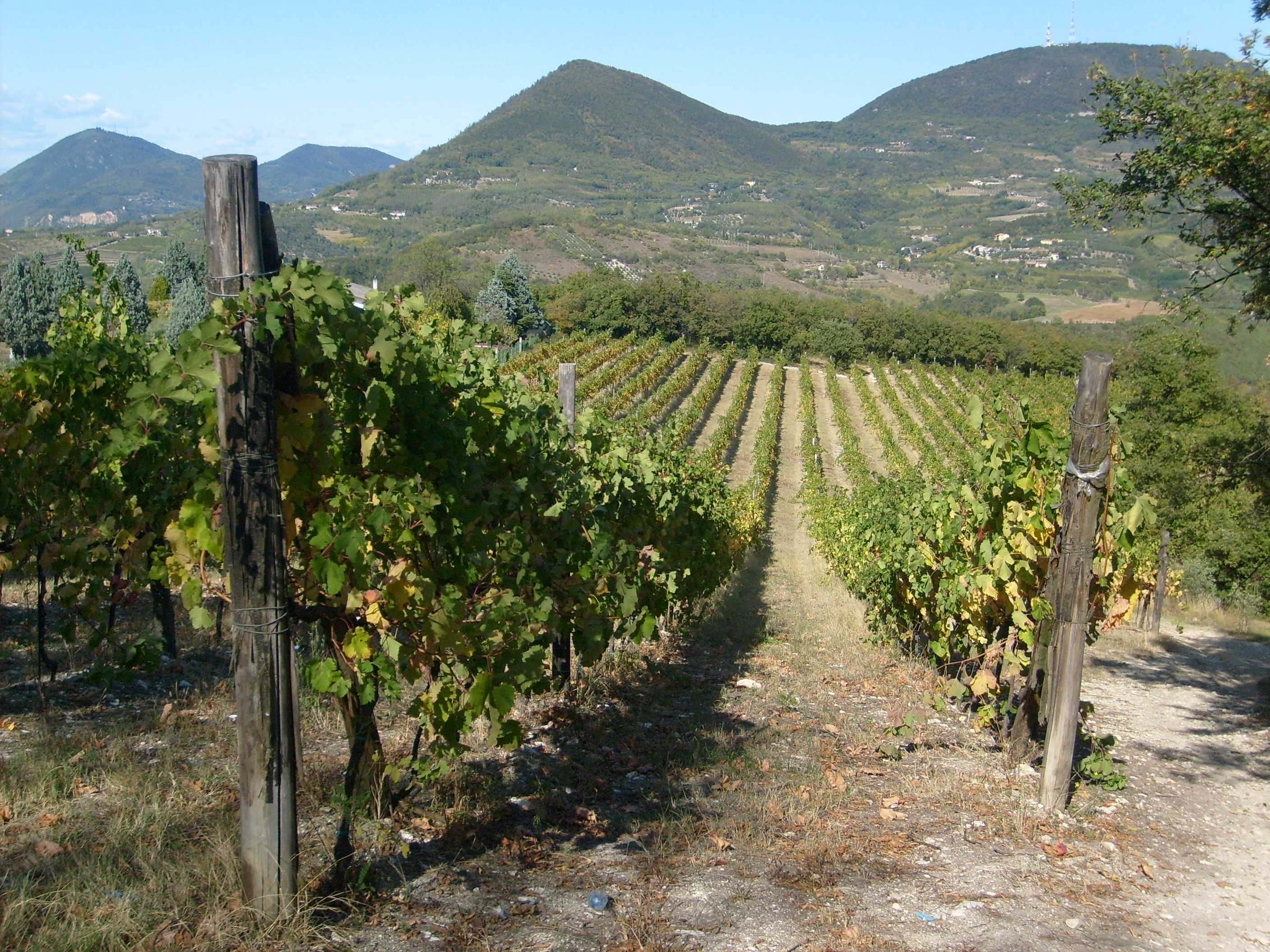
Vigneti sul Monte Cinto